# Државни удар у Ирану 1953.
Државни удар у Ирану 1953. (у Ирану познат као 28. мордад пуч) је било збацивање демократски изабране владе Ирана, и њеног премијера, Мохамеда Мосадика 19. августа 1953, оркестрирано од стране обавештајних агенција Уједињеног Краљевства (под именом операција Чизма) и Сједињених Држава (под именом пројекат TPAJAX). Мохамед Реза Пахлави је од уставног монарха постао ауторитарни монарх који се значајно ослањао на подршку Сједињених Држава како би опстао на власти док није збачен у фебруару 1979.
1951, иранска нафтна индустрија је национализована уз готово једногласну подршку иранског парламента законом који је предложио Мосадик који је предводио националистичку парламентарну фракцију. Иранску нафту је контролисала Англо-персијска нафтна компанија (AIOC) у британском власништву (данас позната као BP. Народно неадовољство АИОЦ-ом је почело крајем 1940-их, јер је велики део иранског јавног мњења и политичара сматрао ову компанију експлоататорском. Упркос Мосадиковој подршци у народу, Британија није желела да преговара, и започела је међународни бојкот иранске нафте како би извршила економски притисак на Иран.} Првобитно, Британија је припремила војску да преузме контролу над нафтном рафинеријом у Абадану, највећом на свету, али се премијер Клемент Атли одлучио да ипак ојача економски бојкот и да користи агенте у Ирану да подрије Мосадикову владу. Након што је дошло до промене ка конзервативнијим владама и у Британији и у Сједињеним Државама, Черчилова, и америчка Ајзенхауерова администрација су одлучиле да збаце иранску владу иако се претходна америчка администрација (под председником Труманом) није слагала са пучом. Поверљиви документи показују да су британски обавештајни званичници играли главну улогу у иницирању и планирању пуча, и да су Вашингтон и Лондон имали заједнички интерес у очувању контроле над иранском нафтом.
Британија и Сједињене Државе су одабрале Фазлолаха Захедија да буде премијер војне владе која је требало да збаци Мосадикову владу. Након тога су планери пуча саставили нацрт краљевског декрета којим се распушта Мосадикова и поставља Захедијева влада, а шах је потписао декрет. ЦИА је успешно извршила притисак на слабог монарха да учествује у пучу, а са друге стране потплатила уличне насилнике и припаднике свештенства, војне званичнике и политичаре да учествују у пропагандној кампањи против Мосадика и његове владе. Првобитно, чинило се да је пуч пропао, када је у ноћи између 15. и 16. августа пуковник Империјалне гарде Нематолах Насири ухапшен у покушају да ухапси Мосадика. Шах је побегао из земље следећег дана. 19. августа, про-шахова руља, потплаћена од стране ЦИА, је марширала ка Мосадиковој резиденцији. Према документима ЦИА са којих је скинука ознака поверљивости, неки од најзлогласнијих техеранских мафијаша су унајмљени од стране ЦИА да организују нереде присталица шаха 19. августа. Други људи, такође потплаћени од стране ЦИА су доведени у Техеран у аутобусима и камионима како би преузели контролу над градским улицама. Између 300 и 800 људи је погинуло током, и од директних последица сукоба. Мосадик је ухапшен, суђено му је и осуђен је за издају од стране шаховог војног суда. 21. децембра 1953. је осуђен на три године затвора, а затим је стављен под кућни притвор до краја живота. Мосадикове присталице су похватане и затворене, мучене или побијене.
Након пуча, Пахлави је владао као ауторитарни монарх наредних 26 година, док није збачен у народној револуцији 1979. Опипљиве користи које су Сједињене Државе стекле збацивањем изабране владе Ирана су укључивале удео у иранском нафтном богатству као и чврсто спречавање могућности да се иранска влада сврста са Совјетским Савезом, мада ово као мотив изазива контроверзе међу историчарима. Вашингтон је континуирано достављао оружје непопуларном шаху, а ЦИА је тренирала САВАК, репресивну тајну полицију. Широко је уврежено становиште да је овај пуч значајно допринео анти-америчким осећањима у Ирану и на Блиском истоку. У Иранској револуцији 1979. је збачен шах, и про-западна монархијска диктатура је замењена у великој мери анти-западњачком Исламском Републиком Иран.

### Чланци
- Behrooz, Maziar (август 2001). „Tudeh Factionalism and the 1953 Coup in Iran”. International Journal of Middle East Studies. 33 (3): 363—382. JSTOR 259456. S2CID 162990418. doi:10.1017/S0020743801003026.
- Gasiorowski, Mark J. (август 1987). „The 1953 Coup D'etat in Iran”. International Journal of Middle East Studies. 10 (3): 261—286. JSTOR 163655. S2CID 154201459. doi:10.1017/S0020743800056737.